# Yvonne Le Roux
Pour les articles homonymes, voir Le Roux.
Yvonne Le Roux, née Yvonne Rossel le 6 mars 1882 à Toulon et morte le 28 avril 1945 dans le 15e arrondissement de Paris, est une déportée résistante française.

## Biographie
Yvonne Le Roux, née Rossel, est la fille de l'officier de marine Victor Marie Rossel, né à Brest le 4 septembre 1846.
Elle épouse l'officier Arsène Jean-Marie Le Roux, originaire de Saint-Brieuc, en 1904. Le couple se sépare et Yvonne part s'installer à Philadelphie en 1923, qu'elle va quitter en 1939 pour se mettre à la disposition des Services de renseignements de Londres.
Résidant à Morgat, elle anime le réseau Johnny, surveillant les mouvements des bateaux de guerre allemands dans le port de Brest à partir de la presqu'île de Crozon. Son nom de code est « Tante Yvonne ».
Elle est arrêtée le 8 avril 1942 à Plomodiern, au domicile du Dr Vourc'h, membre du même réseau. Elle est transférée à la prison de la Santé à Paris, déportée le 22 avril 1942 à Neuengamme, puis à Ravensbrück.
Elle meurt de dysenterie et d'épuisement à l'hôpital Pasteur de Paris, le 28 avril 1945, quelques jours après son retour d'Allemagne.

## Décoration
- Médaille de la Résistance française avec rosette à titre posthume (décret du 31 mars 1947) en tant qu'Yvonne Leroux[5] ; elle avait déjà reçu la Médaille de la Résistance française sans rosette l'année précédente (décret du 24 avril 1946) en tant qu'Yvonne Le Roux[6].

## Hommages et postérité
Un timbre à son effigie est édité dans une série de cinq timbres, émis le 27 avril 1959 et retirés de la vente le 18 septembre suivant.
Une rue à son nom a été créée sur la commune de Guipavas (Finistère) et à Joué-lès-Tours (Indre-et-Loire).